# Нитрид бария
Нитрид бария — бинарное неорганическое соединение азота и бария с формулой Ba3N2. Белые или жёлто-коричневые кристаллы. Во влажном воздухе пахнет аммиаком.

## Получение
- Пропускание сухого азота над барием:

{\displaystyle {\mathsf {3\ Ba+N_{2}\ {\xrightarrow {160^{o}C}}\ Ba_{3}N_{2}}}}
- Термическим разложением амида бария:

{\displaystyle {\mathsf {3\ Ba(NH_{2})_{2}\ \xrightarrow {430^{o}C} \ Ba_{3}N_{2}+4\ NH_{3}}}}
- Взаимодействием гидрида бария с азотом:

{\displaystyle {\mathsf {3\ BaH_{2}+N_{2}\ {\xrightarrow {600^{o}C}}\ Ba_{3}N_{2}+3\ H_{2}}}}

## Физические свойства
Нитрид бария образует  твёрдые белые (по другим данным жёлто-коричневые) кристаллы, которые во влажном воздухе пахнут аммиаком.

## Химические свойства
- При нагревании плавится с разложением:

{\displaystyle {\mathsf {2\ Ba_{3}N_{2}\ {\xrightarrow {1000^{o}C}}\ 3\ Ba_{2}N+2\ N_{2}}}}
- Реагирует с водой:

{\displaystyle {\mathsf {Ba_{3}N_{2}+6\ H_{2}O\ {\xrightarrow {\ }}\ 3\ Ba(OH)_{2}+2\ NH_{3}\uparrow }}}
- и кислотами:

{\displaystyle {\mathsf {Ba_{3}N_{2}+8\ HCl\ {\xrightarrow {\ }}\ 3\ BaCl_{2}+2\ NH_{4}Cl}}}
- Окисляется кислородом:

{\displaystyle {\mathsf {2\ Ba_{3}N_{2}+6\ O_{2}\ {\xrightarrow {500^{o}C}}\ 3\ BaO+2\ N_{2}}}}